# Stazione di Vilnius
La stazione di Vilnius (in lituano Vilniaus geležinkelio stotis) è la principale stazione ferroviaria della capitale lituana.

## Storia
La stazione fu costruita durante la costruzione della ferrovia San Pietroburgo-Varsavia (1853-1862). Il primo treno arrivò da Dinaburg il 4 settembre 1860.
Il fabbricato viaggiatori fu costruito nel 1862, mentre il deposito delle locomotive a vapore nel 1884.
Il 15 marzo 1862 fu aperto il traffico da Dinaburg a Landvarovo; il 10 maggio fu aperto il ramo Landvarovo-Kovno che garantiva il collegamento diretto con la Prussia orientale. Nel 1874 fu attivata la linea ferroviaria per Lida-Baranoviči-Minsk.
Dopo la prima guerra mondiale, nel 1918, furono istituite le Ferrovie lituane, il cui quartier generale e le principali officine si trovavano in questa stazione. Con la conquista del sud della Lituania da parte della Polonia, la sede e le officine principali furono trasferite a Kaunas. Vilnius divenne una stazione provinciale delle ferrovie polacche e tutte le comunicazioni con il resto della Lituania furono interrotte fino al 1938. Dopo l'invasione sovietica della Polonia, la città, e la sua stazione ferroviaria, fu nuovamente assegnata alla Lituania, che a sua volta divenne parte dell'URSS nel 1940.
Durante la seconda guerra mondiale l'edificio della stazione fu seriamente danneggiato e nel 1950 fu ricostruito.
Nel 2011 stato aperto all'interno della stazione il Museo ferroviario lituano.